# Moj dida je pao s Marsa (2019.)
Moj dida je pao s Marsa je prvi hrvatski SF film za djecu, nastao 2019. godine.

## Radnja
Život djevojčice Une u trenu se preokrene kada njenog didu otmu vanzemaljci. U podrumu kuće slučajno otkrije da je dida i sam vanzemaljac čiji se brod davno srušio, a tu je ostao njegov pilot, mali mrzovoljni robot Dodo. Una i robot imaju manje od 24 sata da pronađu i spase djeda.

## Tim
Film su producirale Darija Kulenović Gudan i Marina Andree Škop iz zagrebačkog Studija dim s partnerima iz još 6 europskih zemalja (norveški Filmbin, slovački Artilerija, češki MasterFilm, bosanskohercegovačka Fabrika, luksemburški Wady Films i slovenski Senca Studio), a scenarij su pisali Pavlica Bajsić Brazzoduro i Branko Ružić prema motivima priče “Moj dida je vanzemaljac” Irene Krčelić.
Režiju potpisuje višestruko nagrađivani autorski dvojac kojeg čine Dražen Žarković i Marina Andree Škop.
Prvi hrvatski znanstveno-fantastični film za djecu koristi najsuvremenije filmske tehnike i filmske efekte koji se u hrvatskoj kinematografiji dosad nisu koristili.

## Glumci
U glavnim su ulogama 12-godišnja debitantica Lana Hranjec te (glasom) jedan od najnagrađivanijih hrvatskih glumaca Ozren Grabarić, a uz njih igraju i proslavljeni norveški glumac Nils Ole Oftebro, velika slovačka komičarska zvijezda Petra Polnišova te mlade hrvatske glumačke nade Alex Rakoš, Sven Barac, Tonka Kovačić, Lucija Šango.

## Kritičari o filmu
"Dječji film koji će dokazati da je ljubav čudo!", Siniša Pavić, Novi list
"Domaći dječji film za globalno tržište koji izgleda kao besprijekoran proizvod ozbiljne filmske industrije", Jurica Pavičić, Jutarnji list
"Hrvatski film s dosad najboljim vizualnim efektima!", Marko Njegić, Slobodna Dalmacija
"Dirljiv i vizualno razigran dječji film koji će vam zagrijati srce", Zrinka Pavlić, Tportal
"Palac gore za neobično osvježenje kino repertoara.", Nenad Polimac, Studio

## Nagrade
Film je osvojio niz nagrada na domaćim i međunarodnim festivalima.
- Pulski filmski festival 2019. – Zlatna arena za vizualne efekte (Krsto Jaram, Michal Struss, Antonio Ilić, Goran Stojnić, MagicLab, Hommage); Zlatna arena za kameru (Sven Pepeonik)
- Filmski festival znanstveno-fantastičnog filma u Sydneyju 2019. – Nagrada Brigitte Helm za najbolju glumicu u dugometražnom filmu (Lana Hranjec)
- Međunarodni filmski festival u Lapazu FICLAPAZ 2019. – Najbolji dugometražni igrani film
- Međunarodni filmski festival za djecu i mlade Olympia 2019. – nagrada Europskog udruženja za dječji film (ECFA)
- KinoDuel Film Festival 2019. – 2. mjesto u kategoriji najboljeg filma
- Near Nazareth Festival 2019. – najbolji film za djecu i obitelj
- Međunarodni festival kultnog filma u Calcutti 2020. – najbolji obiteljski film / film za djecu
- Međunarodni festival filma za djecu i mlade u Ouluu 2020. – Nagrada Starboy (najbolji film za djecu)
- Međunarodni festival dječjeg i obiteljskog filma u Bejrutu (BICAF) 2020. – posebno priznanje
- Brave – Međunarodni filmski festival za djecu i mlade 2020. – najbolja glumica u filmu za djecu i mlade (Lana Hranjec)
- Međunarodni filmski festival za djecu i mlade 2021. – Zlatni leptir za najbolji film po izboru mladog žirija; Zlatni leptir za najbolje umjetničko ostvarenje u režiji (Dražen Žarković i Marina Andree Škop)